# Ignacy Frankowski
Ignacy Frankowski (ur. 27 lipca 1822, zm. 3 listopada 1892 w Przemyślu) – notariusz, radny, burmistrz Przemyśla.

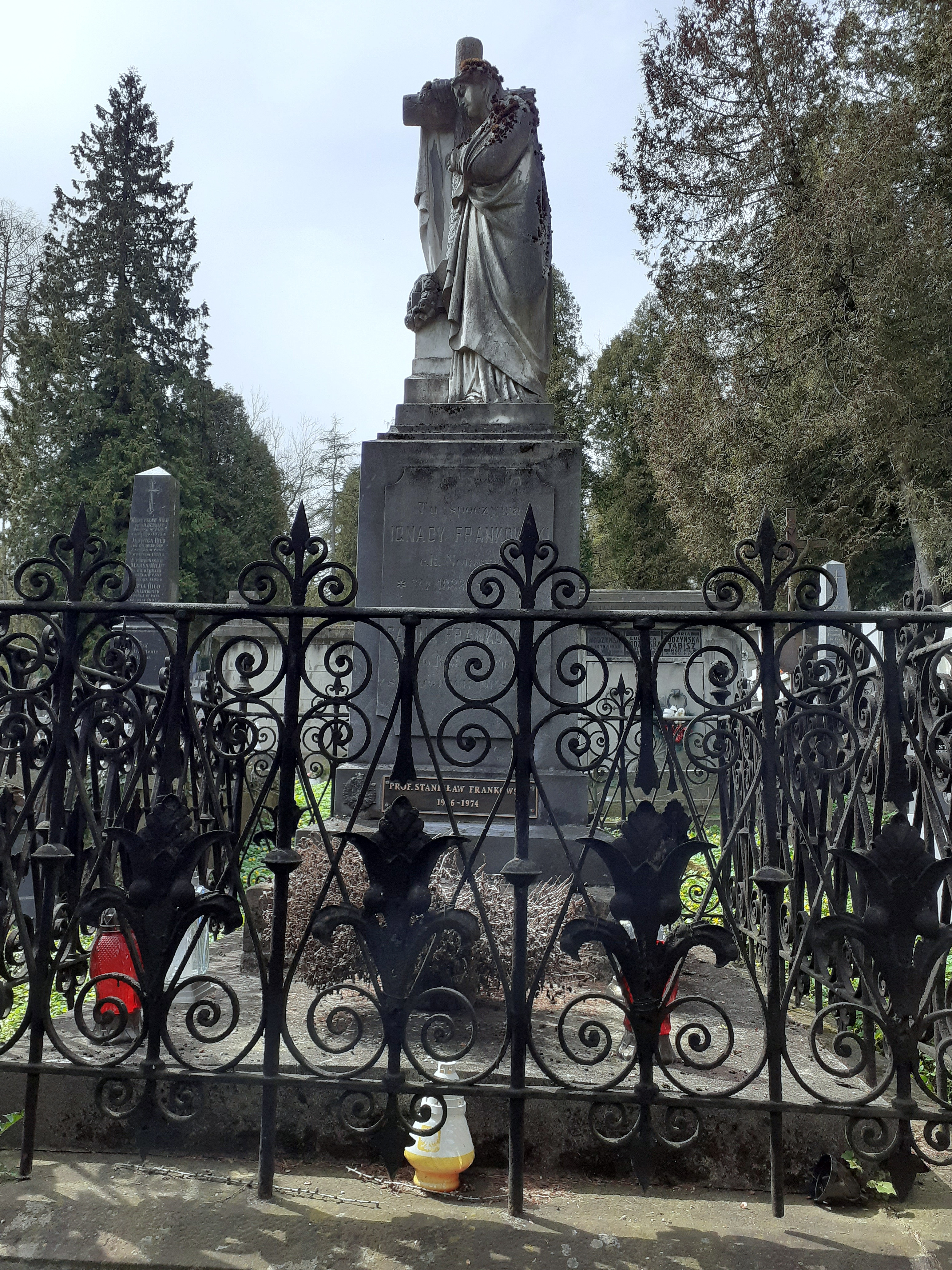
Grobowiec rodzinny Ignacego Frankowskiego

## Życiorys
Po studiach prawniczych rozpoczął pracę auskultanta w sądownictwie lwowskim. W 1859 przeniósł się na stałe do Przemyśla. Pracował jako notariusz w sądzie obwodowym. Od 1 maja 1867 do 31 maja 1870 pełnił funkcję burmistrza miasta (pierwszego w okresie autonomii). Był jednym z założycieli i dyrektorem przemyskiej Kasy Oszczędności, w której działał do śmierci. Zasiadał w radzie miejskiej i do 1886 w Radzie Powiatowej.. W 1871 stanął na czele nowo powstałego przemyskiego Towarzystwa Ochotniczej Straży Pożarnej. Był prezesem przemysko-samborsko-sanockiej izby notarialnej i Kawalerem Orderu św. Grzegorza.
Pochowany na cmentarzu głównym w Przemyślu (kwatera 10, rząd 2, nr 1)